# Plaxopsis magnifica
Plaxopsis magnifica är en stekelart som först beskrevs av Günther Enderlein 1920.  Plaxopsis magnifica ingår i släktet Plaxopsis och familjen bracksteklar. Inga underarter finns listade i Catalogue of Life.